# 魂魄

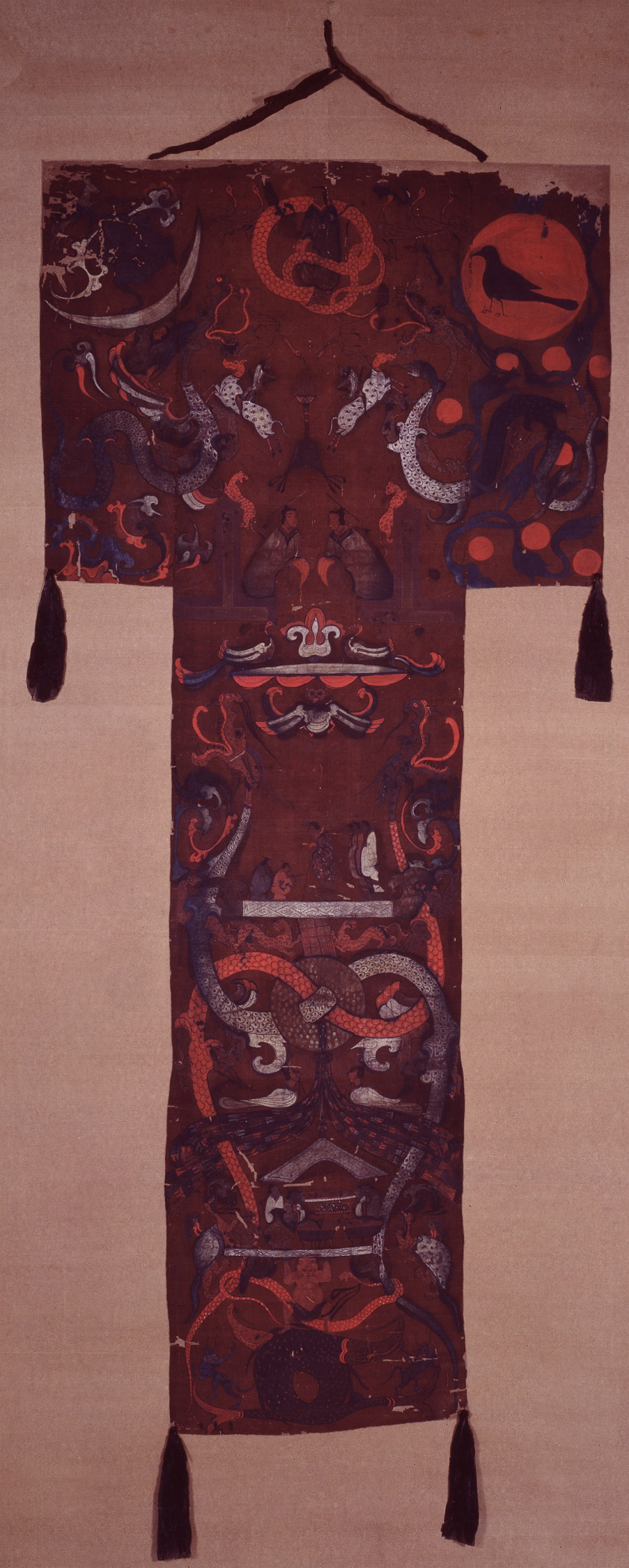
馬王堆一號漢墓帛畫展現了西漢初年的宇宙觀，有學者認為此帛畫的作用是「招魂復魄」或「引魂升天」

魂魄，附於人體的精神靈氣，類似於西方所說的靈魂。在中國哲學之中，魂魄陰陽對反，魂為陽性精氣，魄為陰性精氣。

## 概論
中國古代認為人體乃至萬物，皆附有精神靈氣，稱之為魂魄。古來禮俗，人死之後，會以其所著之衣，置於屍魄之上。因為魂不在體內，所以將衣喚魂。若魂辨識到自己的衣服，則尋衣歸體。幡上並要書其姓名，以幫助亡魂返回其體。若喚魂後無復生，才為之舉行葬禮。
人逝去後化為鬼，其魂氣（精神）屬陽歸于天；形魄（骨骸）屬陰歸于地。聖王為敬奉死者，制定祭祀之禮，生人之魂，死後敬為神，生人之魄，死後敬為鬼。
人若魂魄分去，則病；魂魄盡去，則死。若未得善終，則化為厲鬼作祟，造成禍害。道士、術家傳有種種拘錄及上章之法，用以招魂聚魄，驅鬼蕩邪。《十洲記》載西海聚窟洲上有神鳥山，山有異寶返魂樹，取樹汁製為丸，名為驚精香、返生香。死者若聞其香氣，則可死而復生。
漢代時人認為泰山（岱山、太山）主管死人之魂魄，蒿里（下里）為魂魄聚集之處。

## 中醫學
中醫氣哲學定義為人的表限只限定於兩種狀態，一是為魂態（精神充足、有活力、有鬥志...等等）而氣旺盛於五臟為循環為中心（心、肝、脾、肺、腎）另一種狀態為魄態而只能感受到情緒而氣旺盛於六腑為循環為中心（胃、膽、三焦、膀胱、大腸、小腸）。
兩漢時期，將「魂」、「魄」、「神」、「意」、「志」與五行、五臟相配，謂肝藏魂，肺藏魄，心藏神，腎藏志，脾藏意，若能制勝五行，調和五臟，則可安養延年。持古文經學者，如太玄經等，以脾-木、肺-火、心-土、肝-金、腎-水相配；持今文經學者，如黃帝內經等，以肝-木、心-火、脾-土、肺-金、腎-水相配。

## 批判
孔子主張「敬鬼神而遠之」謂之智。又說：「未能事人，焉能事鬼？」。可見，孔子對鬼神抱持敬奉但不親近的態度，而以對人的關懷為重，大致上屬於不可知論者。
按照马王堆汉墓帛书出土的《易傳》，孔子（可能為託名）表示：「後世之士疑丘者，或以《易》乎?吾求其德而已，吾與史巫同涂而殊歸者也。君子德行焉求福？故祭祀而寡也；仁義焉求吉？故卜筮而希也」。表現了當時儒家以德行為重，不求福報的觀點，與事鬼神之巫師是「同途而殊歸」。
《牟子理惑論》中質問牟子的人，主張「履道者，當虛無澹泊，歸志質朴」，不該「道生死以亂志，說鬼神之餘事」，並舉孔子的話為證。
東漢王充大致上屬於無神論，在其著作論衡認為「形須氣而成，氣須形而知」，主張人死後無鬼。其主張在南北朝時期，發展出范縝的形死神滅論，用以對抗佛教的輪迴轉世觀。
南宋儒者朱熹認為屬陽的「魂」離散後為「神」，而屬陰的「魄」離散後為「鬼」。神為氣之伸，是陽氣之靈；鬼為氣之屈，為陰氣之靈。如此，鬼神只是從人身離散的氣之屈伸而已。人逝去後，此氣即散盡於天地之間。

## 延伸阅读
[在维基数据编辑]
 《欽定古今圖書集成·明倫彙編·人事典·魂魄部》，出自陈梦雷《古今圖書集成》

## 研究書目
- 余英時著，侯旭東等譯：《東漢生死觀》（上海：上海古籍出版社，2005）。
- 錢穆：《靈魂與心》
- 馬昌儀：《中國靈魂信仰》
- 嚴紀華：《當古典遇到現代》離魂暗逐郎行遠，淮南皓月冷千山－「離魂」故事系列試探
- 《太平御覽·妖異部·魂魄》

## 參閲
- 神滅論論戰
- 靈魂
- 元神
- 牽亡歌
- 陰間
- 黃泉

## 外部連結
- 類書集成·靈異部·魂魄 （页面存档备份，存于）
- 叫魂（民俗文化） （页面存档备份，存于）
- 先秦至唐代鬼靈復仇事例的省察與詮釋
- 先秦至漢代禮俗中有關厲鬼的觀念及其因應之道
- 生死兩安的招魂葬及收驚 （页面存档备份，存于）